# Leptocoryphium villaregalis
Leptocoryphium villaregalis là một loài thực vật có hoa trong họ Hòa thảo. Loài này được McVaugh & R.Guzman mô tả khoa học đầu tiên năm 1983.